# Ralston (Nebraska)
Ralston je grad u američkoj saveznoj državi Nebraska. Prema popisu stanovništva iz 2010. u njemu je živjelo 5,943 stanovnika.